# Maison de Beta et Rista Vukanović
La maison de Beta et Rista Vukanović (en serbe cyrillique : Кућа Бете и Ристе Вукановић ; en serbe latin : Kuća Bete i Riste Vukanović) est située à Belgrade, la capitale de la Serbie, dans la municipalité urbaine de Stari grad. Construite en 1901, elle est inscrite sur la liste des biens culturels de la Ville de Belgrade.

## Présentation
La maison des peintres Beta et Rista Vukanović, située 13 rue Kapetan Mišina, a été construite en 1901 selon un projet de l'architecte Milan Kapetanović comme une villa d'angle avec jardin. Kapetanović a conçu la maison selon une double fonction : un usage résidentiel au rez-de-chaussée et des ateliers de peintres au premier étage. La division horizontale de la façade imite une série de rectangles de pierre composés de mortier. La décoration peinte de la façade principale est due à Beta Vukanović, avec des fresques reproduisant les motifs de l'iris et du paon ; au-dessus de l'entrée principale se trouve une composition avec trois Muses, protectrices de la peinture, de la musique et de la danse . Cette riche décoration peinte a été perdue à cause des modifications et de la partition de la maison dans les années 1930.
Beta et Rista Vukanović ont vécu dans cette maison entre 1902 et 1905.